# Danseres met tamboerijn
Danseres met tamboerijn is een kunstwerk in Amsterdam-Noord.
Het werk van Fioen Blaisse staat sinds 2000 in een plantsoen voor een voormalig schoolgebouw op de hoek van de Purmerweg en Schermerstraat (nummer schoolgebouw 3-19). Blaisse zou met haar danseres spanning en concentratie willen weergeven. Hier is dat gecombineerd tot een danseres die op het punt van beginnen staat. Blaisse maakte geen gebruik van modellen; ze haalde de danseres op uit haar geheugen en bleef er net zo lang aan werken totdat ze er tevreden over was.
Bij het plantsoen zijn meer beeldhouwwerken te vinden:
- een faun van Hildo Krop op de zijgevel van het schoolgebouw, een ontwerp van de Dienst der Publieke Werken in de Amsterdamse Schoolstijl.
- Sint Joris en de draak, eveneens van Krop, op de andere zijgevel van het schoolgebouw
- Visvrouw van Karin Beek

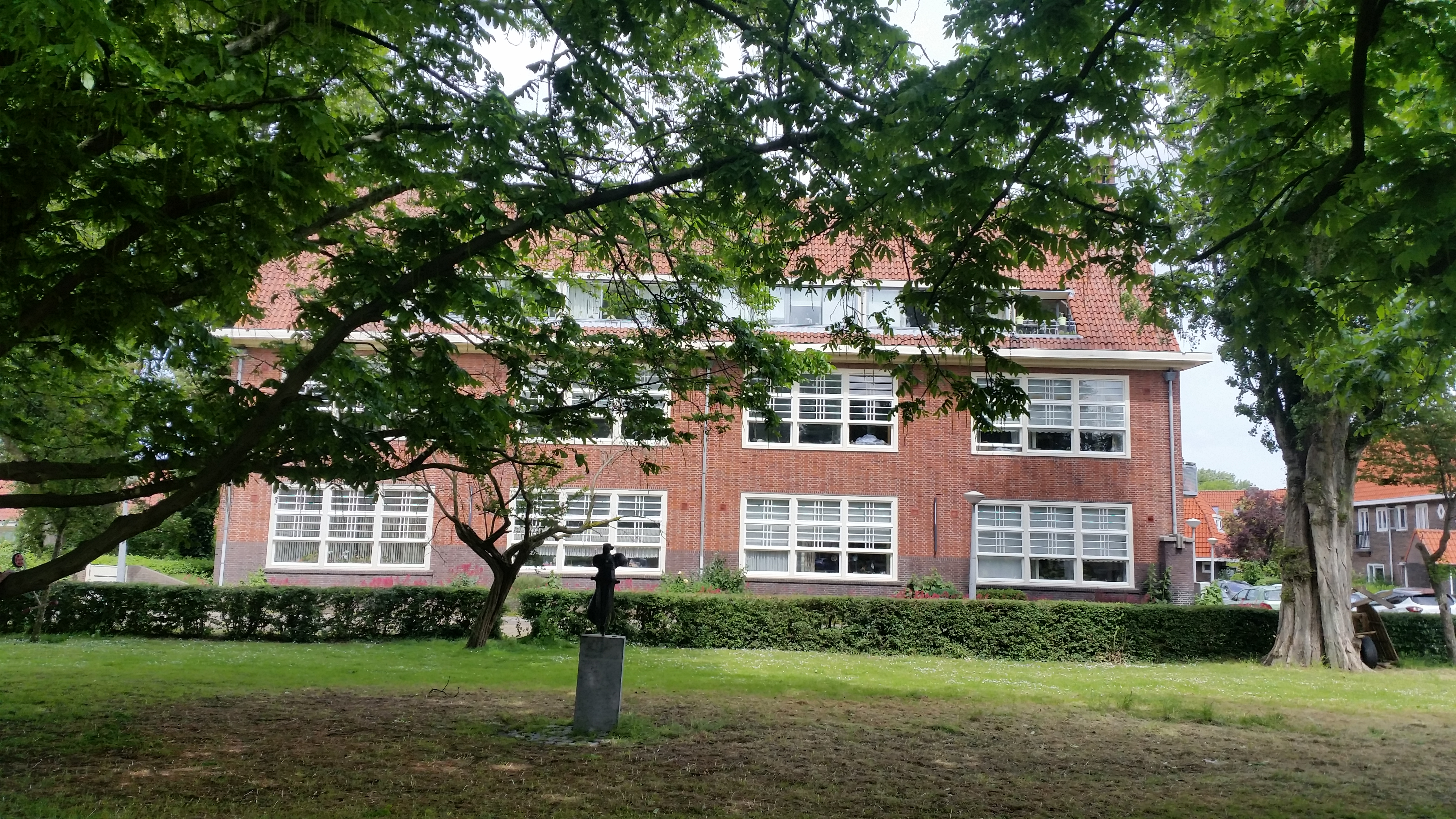
Beeld voor schoolgebouw (mei 2019)
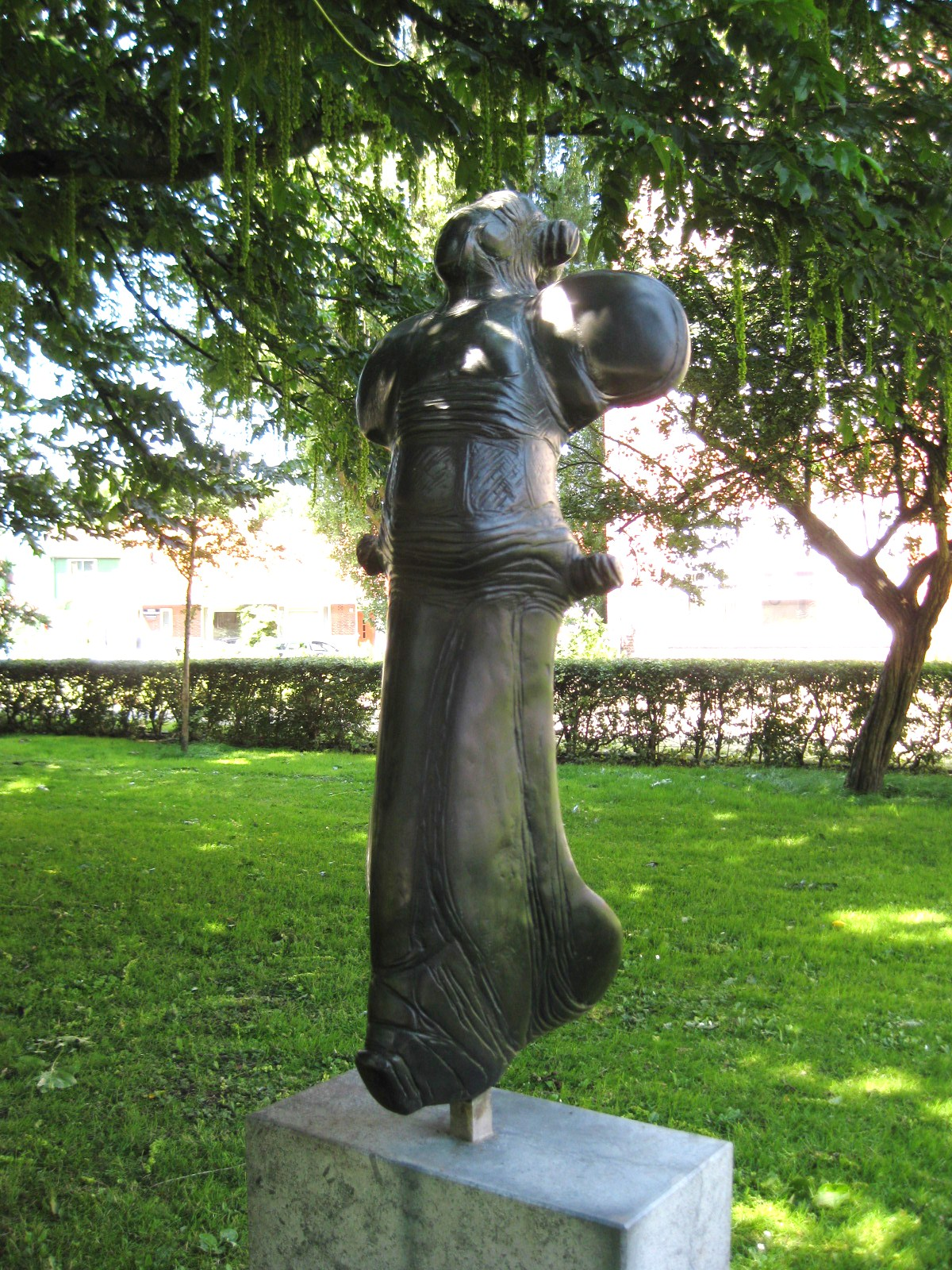
De danseres in 2000